# Mimasyngenes ytu
Mimasyngenes ytu är en skalbaggsart som beskrevs av Maria Helena M. Galileo och Martins 1996. Mimasyngenes ytu ingår i släktet Mimasyngenes och familjen långhorningar. Inga underarter finns listade i Catalogue of Life.